# Eriachne benthamii
Eriachne benthamii är en gräsart som beskrevs av William Hartley. Eriachne benthamii ingår i släktet Eriachne och familjen gräs. Inga underarter finns listade i Catalogue of Life.